# Ресановци
Ресановци су насељено мјесто у Босни и Херцеговини, у општини Босанско Грахово, које административно припада Федерацији Босне и Херцеговине. Према попису становништва из 2013. у насељу је живјело 102 становника.

## Становништво
| Националност       | 2013. | 1991. | 1981. | 1971. | 1961. |
| Срби               | 99    | 242   | 322   | 379   | 431   |
| Југословени        | —     | 7     | 5     |       |       |
| Хрвати             |       |       | 2     | 3     |       |
| остали и непознато | 3     |       |       | 4     |       |
| Укупно             | 102   | 249   | 329   | 386   | 431   |

| Демографија | Демографија | Демографија |
| Година      | Становника  | Становника  |
| ----------- | ----------- | ----------- |
| 1961.       | 431         |             |
| 1971.       | 386         |             |
| 1981.       | 329         |             |
| 1991.       | 249         |             |
| 2013.       | 102         |             |

## Знамените личности
- Симо Бајић, вођа устанка 1941.
- Јована Шолаја, игуманија
- Милош Бајић, познати српски сликар